# Lekáni
Lekáni (Lekani) är en ort i Grekland.   Den ligger i prefekturen Nomós Kaválas och regionen Östra Makedonien och Thrakien, i den nordöstra delen av landet, 400 km norr om huvudstaden Aten. Lekáni ligger 737 meter över havet och antalet invånare är 485.
Terrängen runt Lekáni är kuperad åt sydväst, men åt nordost är den bergig. Runt Lekáni är det mycket glesbefolkat, med 4 invånare per kvadratkilometer. Närmaste större samhälle är Kallithéa, 18,8 km nordost om Lekáni. I omgivningarna runt Lekáni växer i huvudsak lövfällande lövskog.